# Topič

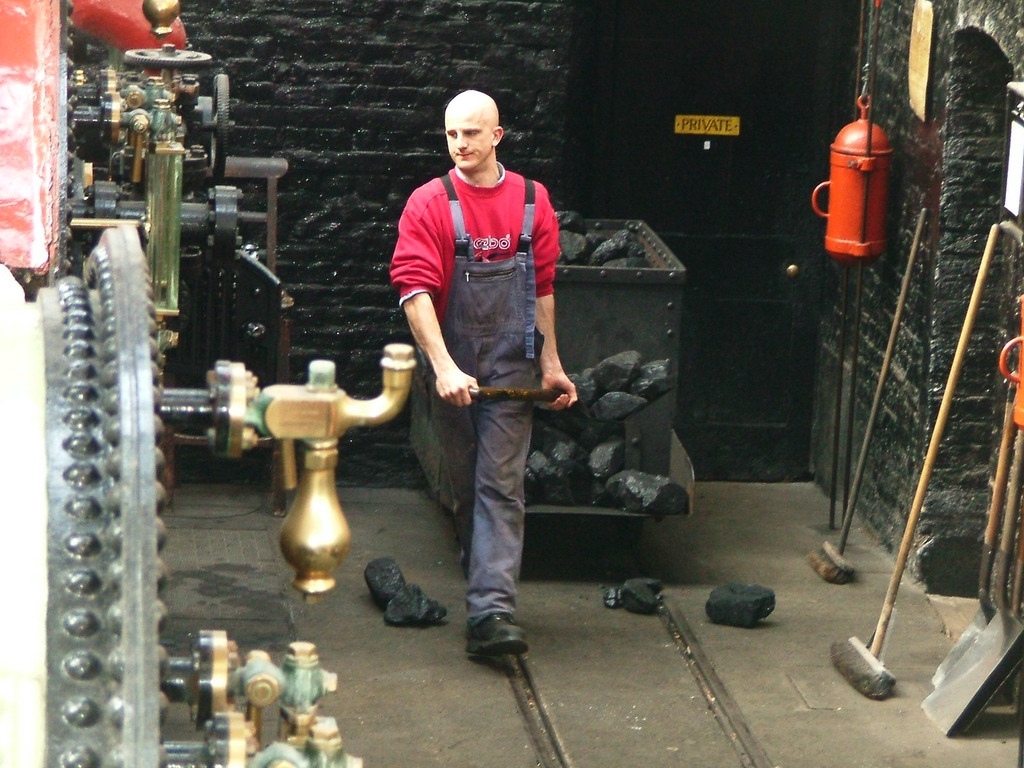
Topič

Topič je člověk provádějící obsluhu vytápění, popřípadě také údržbu, čištění a mazání topného systému. Typicky se jedná o doplňování uhlí nebo jiného paliva do topného kotle. Výkon tohoto povolání zpravidla nevyžaduje žádné zvláštní vzdělání, postačí jen zaučení, proto za komunistického režimu jako topiči často pracovali disidenti, kteří nesměli vykonávat kvalifikovanější zaměstnání.